# Eero Mäntyranta
Eero Antero Mäntyranta (20. listopadu 1937, Pello – 29. prosince 2013, Oulu) byl finský běžec na lyžích.
Získal tři zlaté olympijské medaile, z toho dvě individuální, když vyhrál závod na 15 i 30 kilometrů na olympiádě v Innsbrucku roku 1964. Na předchozích hrách ve Squaw Valley získal zlato kolektivní, ve štafetě na 4x 10 kilometrů. Z olympijských her má ještě dvě individuální medaile z Grenoblu 1968, stříbro z patnáctikilometrové trati a bronz z třicetikilometrové. Navíc má ještě dva cenné kovy ze štafet na 4x 10 kilometrů, z Innsbrucku stříbro a z Grenoblu bronz. Je rovněž dvojnásobným mistrem světa na třicetikilometrové trati, z let 1962 a 1966. V roce 1993 bylo zjištěno, že trpěl chorobou zvanou polycytemie (v jeho případě šlo o primární familiární a kongenitální polycytemii), díky níž v jeho těle vznikalo nadměrné množství červených krvinek a hemoglobinu. To ho podle některých jako sportovce zvýhodňovalo, a stal se tak jedním z prvních sportovců, v jejichž případě se začalo hovořit o přirozeném nebo tzv. genetickém dopingu. S jeho jménem je ovšem spojen i klasický dopingový skandál, když byl v roce 1972 pozitivně testován na amfetamin a stal se prvním z finských sportovců, který byl přistižen při dopingu. Později přiznal též užívání hormonů, které ovšem ještě tehdy nebyly zakázány.